# Thea Ekström
Thea Ekström, född Margit Solvig Dorothea Svensson den 2 februari 1920, död den 4 maj 1988, var en svensk målare. Hon växte upp i Söndrum utanför Halmstad och levde i Stockholm från 1937.
Efter en karriär som musiker inledde hon under en sjukdomskonvalescens på 1950-talet ett yrkesliv som konstnär efter studier vid ABF:s konstskola och Pernbys målarskola. Hennes tidiga verk hade en stark surrealistisk prägel, inspirerad av Halmstadgruppen och främst Sven Jonson. I slutet av 1950-talet utvecklade hon ett abstrakt bildspråk där rytmiska linjer och mönsterbaserade geometriska former utgjorde grunden. Efterhand skapade hon ett eget teckenalfabet, med symboler och figurer inspirerade från hieroglyfer och andra tidiga skriftspråk.
Vid hennes första separatutställning 1960 på Lilla Paviljongen i Stockholm, köpte Moderna Museet in verket Popplar. Två år senare visade Galerie Raymond Cordier i Paris ytterligare en separatutställning med henne, där både Georges Pompidou och Jean Dubuffet fanns bland vernissagegästerna. Bägge förvärvade också målningar av Ekström i samband med utställningen. Thea Ekström visade under 1960-talet separatutställningar i New York och Washington och deltog i vandrings- och grupputställningar i USA, Frankrike och Tyskland, liksom i Sverige.
Thea Ekström kan betraktas som en tidstypisk representant för den europeiska generation som växte upp i skuggan av 1930-talets gryende nazism och det följande världskrigets fasor, för att under efterkrigstiden uppleva 1950-talets ekonomiska boom och 1960-talets sociala, kulturella och känslomässiga revolution. Hennes konstnärliga yttryck däremot, är alldeles eget.
Kollegan Ragnar von Holten blev betydelsefull som promotor och samtalspartner, liksom konsthistorikern och konstnären Oscar Reutersvärd. Ekströms konst finns i samlingarna vid Hallands konstmuseum, Nationalmuseum, Norrköpings konstmuseum  Mjellby Konstmuseum, Halmstad och Moderna museet i Stockholm. Hon är begravd på Solna kyrkogård.

## Konstutställningar
Ekström hade många konstutställningar i Sverige och utomlands:
- År konståret 1960 debututställning på Lilla paviljongen, Stockholm.
- År 1962 separatutställning på Galleri Raymond Cordier i Paris.
- År 1963 deltog hon i vandringsutställning i USA tillsammans med bland andra Olle Baertling, Öyvind Fahlström och Endre Nemes.
- År 1964 separatutställning på Catherine Viviano Gallery i New York.
- År 1965 deltog hon i en grupputställning på Göteborgs konsthall tillsammans med Karl Olov Björk, Lars Hillersberg, Ulf Rahmberg och Christer von Rosen.
- År 1966 separatutställning på Galleri Blanche i Stockholm.
- År 1969 deltog hon i den internationella surrealistutställningen Surrealism? som arrangerades av Riksutställningar och visades på Moderna museet, Göteborgs konsthall, Sundsvalls museum och Malmö konstmuseum.
- År 1971 separatutställning på Gallery Marc Moyens i Washington, D.C..
- År 1975 utställning med Ragnar von Holten på Centre Culturel Suédois i Paris.
- År 1977 retrospektiv separatutställning på Konstnärshuset i Stockholm.
- År 2024 utställning på Mjellby konstmuseum, Halmstad